# ユネスコケラトプス
ユネスコケラトプス Unescoceratops はカナダ・アルバータ州の白亜紀後期から知られるレプトケラトプス科に分類される角竜の 属の一つ。ユネスコケラトプス・コッペルフサエ Unescoceratops koppelhusae 一種のみで知られる。

## 発見
ユネスコケラトプスはホロタイプTMP 95.12.6, という部分的な左の歯骨一つのみで知られる。その化石は1995年にライティングオンストーン州立公園近くのブラッククーリー (以前のデッドホースクーリー)のダイナソーパーク累層の白亜紀後期カンパニアン後期（7650万～7500万年前）の地層から発見された。その標本は同定には不完全すぎると思われ、そのまま数年が過ぎた。当時はレプトケラトプスの標本であると信じられていた。系統解析が2012年にクリーヴランド自然史博物館のマイケル・ライアンとロイヤル・オンタリオ博物館のデビッド・エヴァンスによって行われ、ようやく最も派生的なレプトケラトプス類の属であることがわかった。

## 記載
ユネスコケラトプスは全長1～2ｍの間で体重91kg以下と考えられている。歯は全てのレプトケラトプス類の中で最も丸みを帯びている。
マロンらは2013年に、白亜紀後期におけるララミディア島大陸の植物食性動物同士の棲み分けについて調べた。それによると、ユネスコケラトプスのような小型鳥盤類は、一般的に下草か高さ1ｍ以下の植物を専門的に食べていたようである。

## 語源
ユネスコケラトプス属はマイケル・J・ライアン、デビッド・エヴァンス、フィリップ・カリー、カレブ・ブラウン、そしてドン・ブリンクマンによって2012年に命名され(ただしライアンとカリーによって命名前の論文が1995年に発表されている)、模式種はユネスコケラトプス・コッペルフサエ Unescoceratops koppelhusaeとされた。属名は「UNESCOの角竜」を意味する。州立恐竜公園の運営等、世界中の自然史への理解を深めることに寄与したUNESCOの努力を称賛した名前である。州立恐竜公園を称え、ディノサウルプロヴィンキアルパルカケラトプス Dinosaurprovincialparkaceratops （ダイナソープロヴィンシャルパーカセラトップス）とする案もあったが、あまりにも長いのでライアンに却下されたらしい。